# Astraeus thailandicus
Astraeus thailandicus är en svampart som beskrevs av Petcharat 2005. Astraeus thailandicus ingår i släktet Astraeus och familjen Diplocystidiaceae.   Inga underarter finns listade i Catalogue of Life.

## Källor

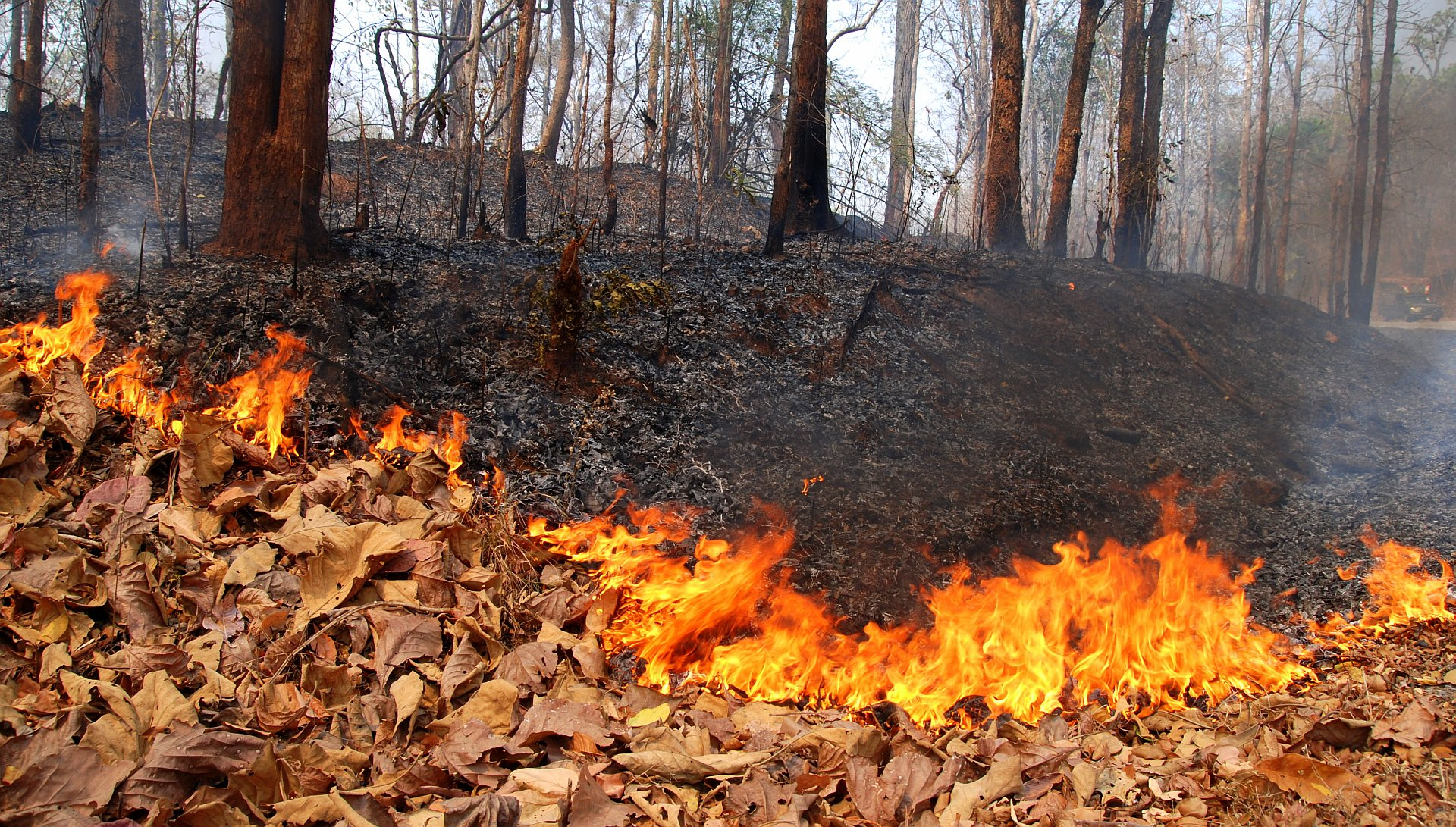